# Gonomyia (Leiponeura) melanorhyncha
Gonomyia (Leiponeura) melanorhyncha is een tweevleugelige uit de familie steltmuggen (Limoniidae). De soort komt voor in het Palearctisch gebied.